# Odmuchów
Odmuchów (deutsch Ottmuchow, 1936–1945 Ottwald) ist ein Ort in der Gmina Krupski Młyn im Powiat Tarnogórski der Woiwodschaft Schlesien in Polen. Das ehemalige Dorf ist ein Ortsteil des Schulzenamts Potępa (Potempa/Wüstenrode).

## Geographie

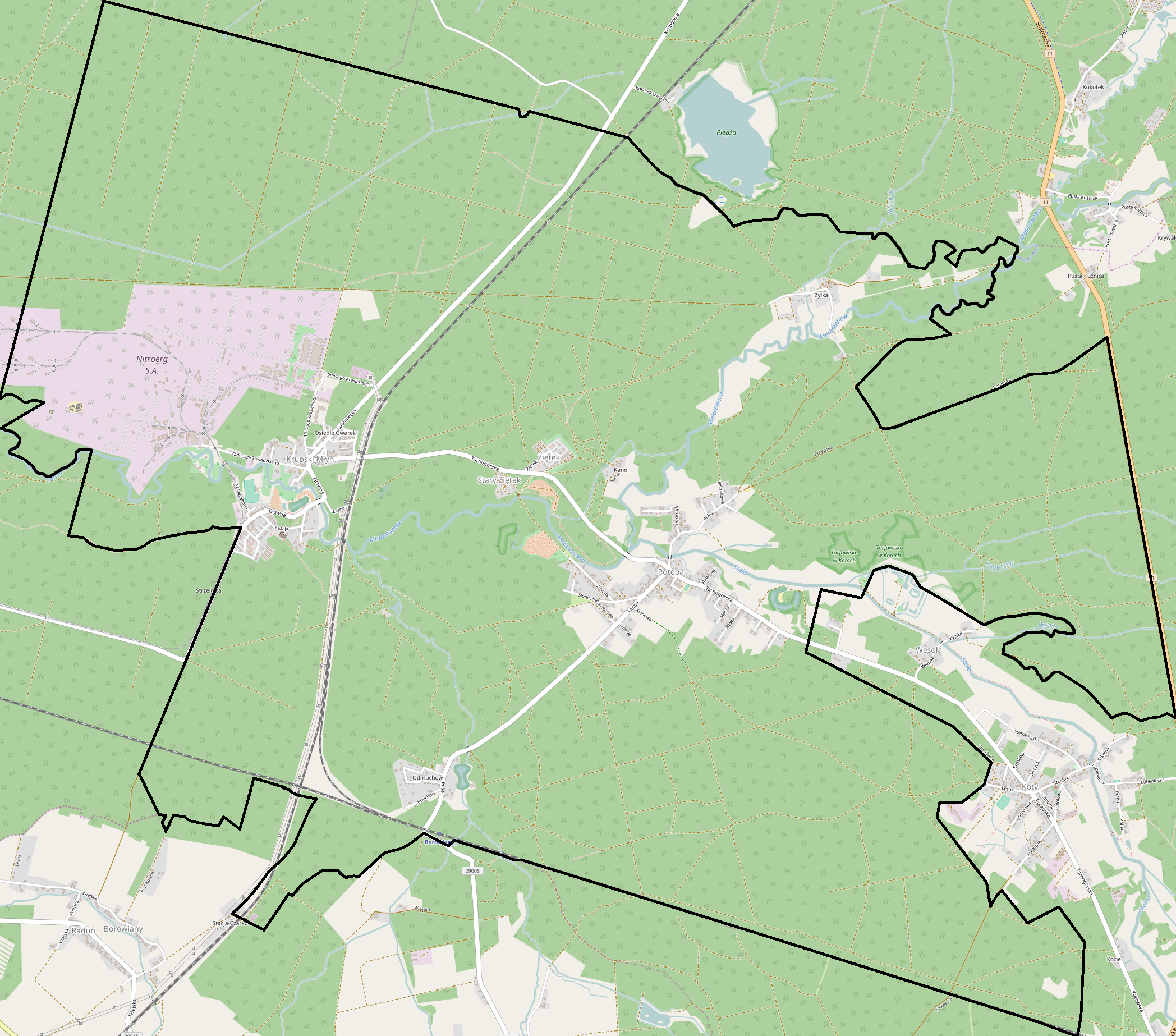
Karte der Gmina

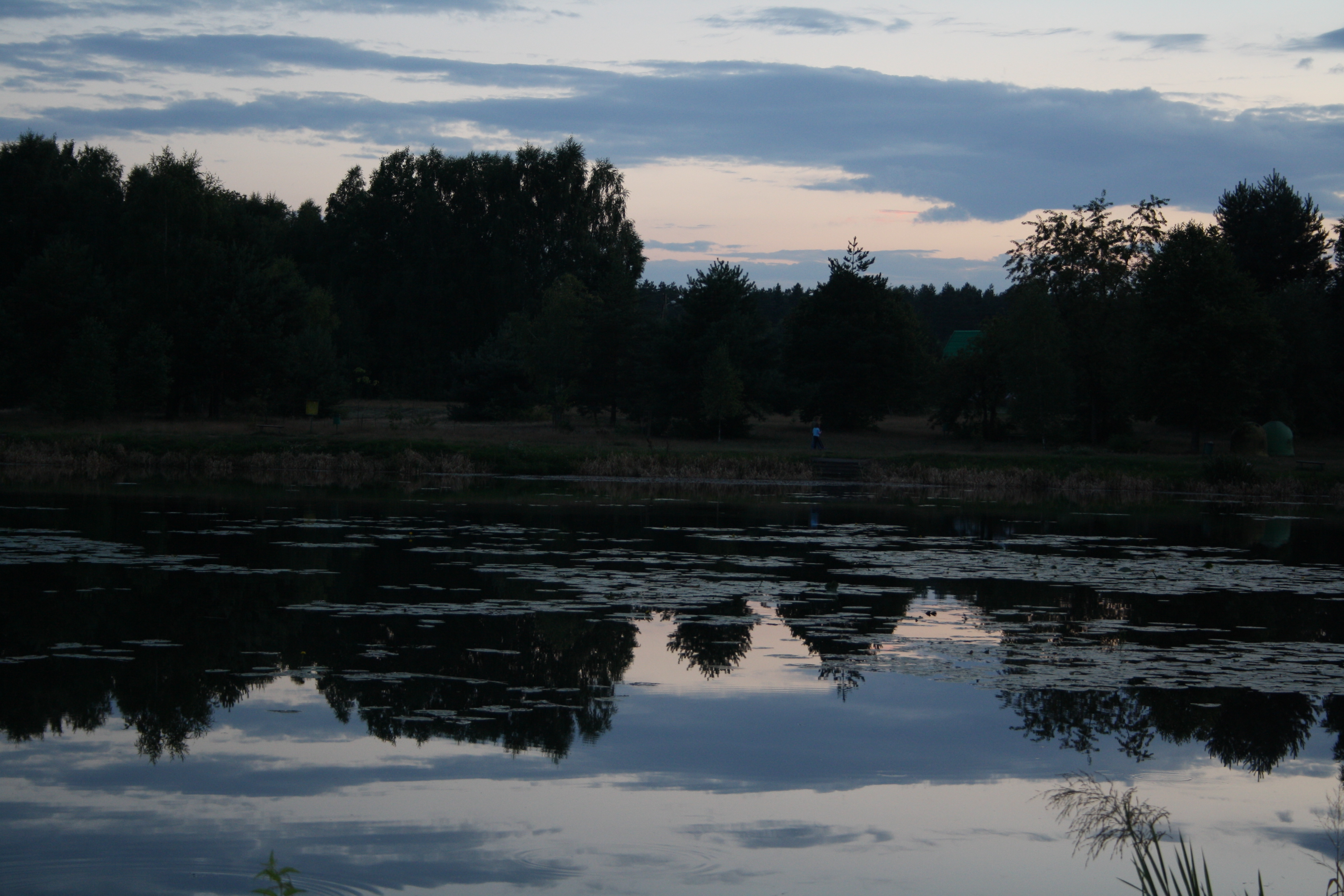
Teich Borowiany

Odmuchów liegt im Westen der Woiwodschaft. Die Woiwodschaft Opole ist zwei Kilometer entfernt. Die Kreisstadt Tarnowskie Góry (Tarnowitz) liegt 30 Kilometer, Katowice (Kattowitz) liegt etwa 50 Kilometer südöstlich. Nachbarorte sind der Sitz der Gemeinde Krupski Młyn (Kruppamühle) im Norden, Potępa im Nordosten, Koty (Kottenlust) im Osten, Tworóg (Tworog/Horneck) im Südosten, Czarków (Scharkow/Sandhuben) im Süden und Borowiany (Borowian/Waldhufen) im Westen.
Die Landschaft gehört zum schlesischen Tiefland auf einer Höhe von 244 m n.p.m. Zu den Gewässern gehört die 14,6 Kilometer lange Piła (auch Liganzja, Piela/Liganzie-Graben), ein Zufluss der Mała Panew (Malapane). Die mäandrierenden Läufe beider Gewässer sind in der Region einzigartig. Der Waldteich Borowiany im Osten des Orts ist seit September 1995 ein ökologisches Schutzgebiet mit einer Fläche von 2,1 Hektar. erfasst. Die Gelbe Teichrose gehört zu den geschützten Arten. Der Teich ist durch aufstauen der Piła entstanden. Das Umland des Orts ist reich bewaldet, 80,3 Prozent der Gemeindefläche sind von Wäldern bedeckt. Neben dem vorherrschenden Nadelwald sind die Wasserläufe von Ufer- und Erlenwaldgesellschaften gesäumt.

## Geschichte
Der Ort Odmuchów liegt in Oberschlesien. Nach dem Ersten Schlesischen Krieg 1742 kam die Region von den Habsburgern an das Königreich Preußen. In der seit 1815 bestehenden Provinz Schlesien wurde im Januar 1874 die Kreisordnung eingeführt. Im März wurden Amtsbezirke gebildet. Die Landgemeinde Ottmuchow im Kreis Tost-Gleiwitz kam zum Amtsbezirk Langendorf (Nr. 8). Zuständiges Amtsgericht war ab 1879 Tost.
Das Dorf Ottmuchow hatte 1910 91 Einwohner, von denen 78 zweisprachig waren. Zehn sprachen nur Polnisch oder Oberschlesisch, drei nur Deutsch. Bei der Volksabstimmung in Oberschlesien am 20. März 1921 stimmten 18 Wahlberechtigte für einen Verbleib bei Deutschland und 23 für Polen. Auch im Landkreis Tost-Gleiwitz Landkreis gab es eine Mehrheit für Polen, dennoch blieb der Landkreis beim Deutschen Reich. Die neue Staatsgrenze verlief etwa zehn Kilometer östlich.
Im Januar 1931 wurde die Landgemeinde Ottmuchow in die Landgemeinde Potempa im Amtsbezirk Tworog (Nr. 9) eingemeindet. Der Ort Ottmuchow verblieb noch bis Juni 1932 im Amtsbezirk Langendorf.
Im August 1932 kam es zum Mord von Potempa. An der 1858 fertiggestellten Bahnstrecke Tarnowitz–Oppeln wurde 1933 der Bahnhof Ottmuchow (ab Oktober 1936 Ottwald) eröffnet. In der NS-Zeit wurden im Februar 1936 die Orte umbenannt. Aus Ottmuchow wurde Ottwald, es gehörte zur Landgemeinde Wüstenrode im Amtsbezirk Horneck.
Als Folge des Zweiten Weltkriegs fiel Ottmuchow/Ottwald 1945 an Polen und erhielt den amtlichen Namen Odmuchów. Es verblieb als Ortsteil beim Schulzenamt Potępa (Potempa). Vom ehemaligen Regierungsbezirk Oppeln kam die Region 1946 an die Woiwodschaft Schlesien und 1950 an die kleinere Woiwodschaft Katowice, die von 1953 bis 1956 in Woiwodschaft Stalinogrodzkie umbenannt wurde. Das Schulzenamt gehörte zur Landgemeinde Tworóg im Powiat Tarnogórski, die 1953 in Gromadas zerschlagen wurde. Potępa wurde Sitz einer Gromada mit zwei Schulzenämtern.
Der Bahnhof Otmuchów wurde im März 1945 in Borowiany umbenannt. Die Bahnstrecke Pyskowice–Lubliniec (Peiskretscham–Lublinitz) wurde 1952 eröffnet. Der Bahnhof Czarków ist nach dem gleichnamigen Ort in der Nachbargemeinde Wielowieś benannt, liegt jedoch bei Odmuchów auf dem Gebiet der Gemeinde Krupski Młyn.
Im Jahr 1961 kam Potępa mit Odmuchów zur Osiedle Krupski Młyn, die Ende 1972 in die Gmina Krupski Młyn umgewandelt wurde. Diese wurde 1977 aufgelöst und die Orte in die Landgemeinde Tworóg eingegliedert. Die Woiwodschaft Katowice wurde 1975 im Zuschnitt stark verkleinert und der Powiat wurde aufgelöst. Seit dem 25. Mai 1991 ist die Gemeinde Krupski Młyn wieder eine eigenständige Verwaltungseinheit. Zum 1. Januar 1999 kam die Gemeinde zur Woiwodschaft Schlesien neuen Zuschnitts und wieder zum Powiat Tarnogórski.
Einwohnerzahlen werden mit Potępa erfasst. Während die Einwohnerzahl der Landgemeinde Krupski Młyn seit 2005 stetig gesunken ist, ist die Zahl der Einwohner von Potępa sowie der zugehörigen Orte Odmuchów, Kanol und Żyłka von 805 in 2002 auf 958 in 2021 gewachsen. Neben den Schulzenamt befinden sich in Potępa ein Kindergarten, die Grundschule und eine Filiale der Gemeindebibliothek.

## Verkehr

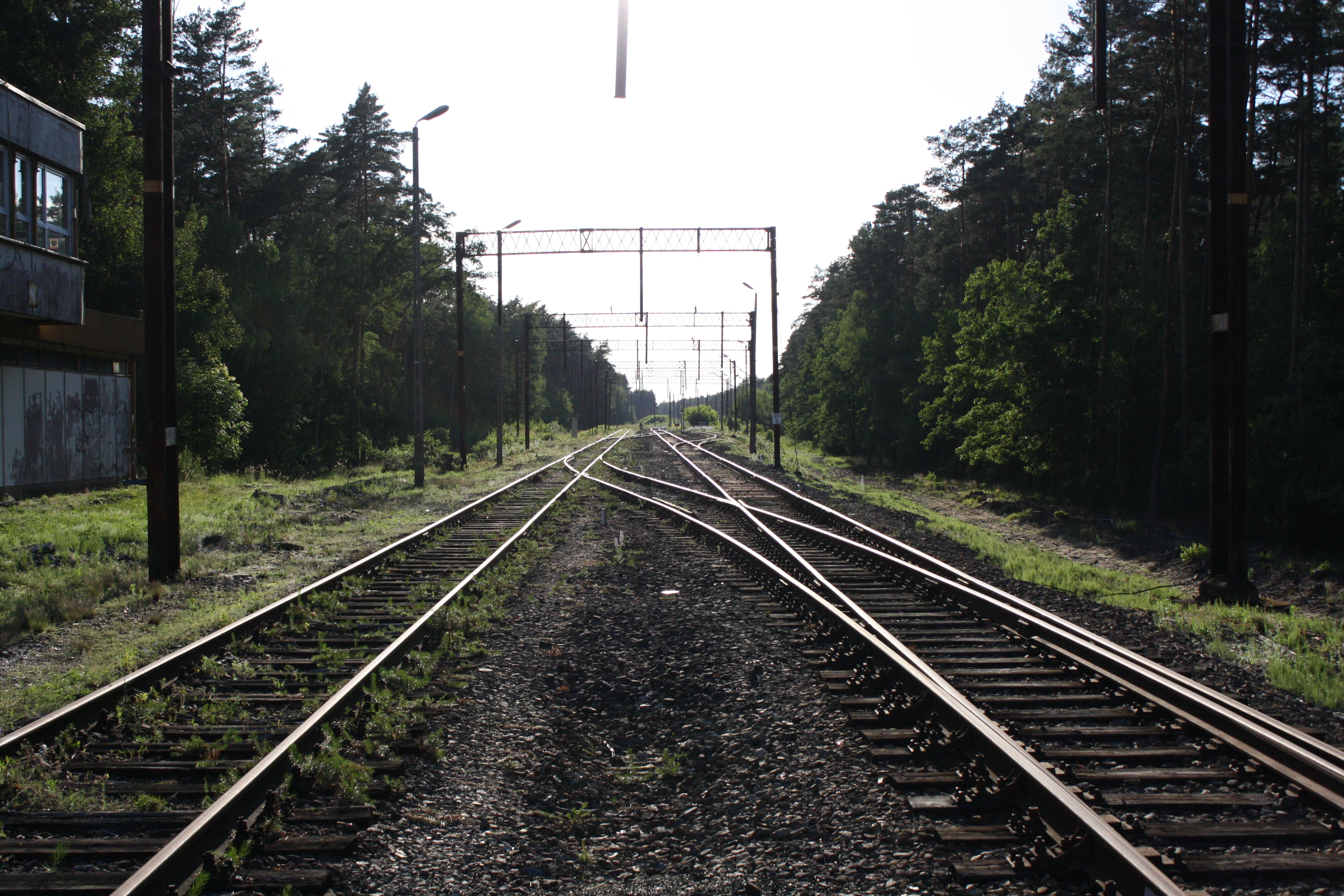
Gleisanlagen bei Odmuchów

Eine Straße führt von Potępa über Odmuchów nach Czarków.
Die nächsten Bahnhöfe sind Lubliniec und Tarnowskie Góry. Die beiden ehemaligen Bahnhöfe Borowiany und Czarków bestanden an den Bahnstrecken Tarnowskie Góry–Opole bzw. Pyskowice–Lubliniec. Borowiany wird seit Dezember 2011 nicht mehr bedient. Im Sommer 2017 wurde der Betriebsbahnhof und das Stellwerk stillgelegt und die Verbindungskurve nach Krupski Młyn zurückgebaut. Im Sommer 2018 wurden die Überdachungen der Bahnsteige abgebaut. Czarków wird seit Oktober 1973 nicht mehr bedient. Die Verbindungskurve Borowiany–Czarków wurde 2007 zurückgebaut.
Der nächste internationale Flughafen ist Katowice.